# Silva Escura (Sever do Vouga)
Pour les articles homonymes, voir Silva Escura.
Silva Escura est une ancienne paroisse civile portugaise (en portugais : freguesia) de la municipalité de Sever do Vouga dans le district d'Aveiro. 
La loi no 11-A/2013 du 28 janvier 2013, portant réorganisation administrative du territoire des freguesias, fusionne Silva Escura avec la paroisse voisine de Dornelas pour former l’União das freguesias de Silva Escura e Dornelas (dont le siège est à Silva Escura).